# Oscar Lasalle
Oscar Lasalle (nacido Oscar Tadeo) (Buenos Aires, 1934 - ibídem, 14 de marzo de 2012) fue un reconocido periodista y locutor argentino.

## Biografía
Lasalle, quien se crio en una familia cristiana, egresó del ISER a mediados de la década de 1960.
Con su voz característica supo dedicarse exclusivamente a la radio y a la conducción televisiva. Formando parte inclusive de la Sociedad Argentina de Locutores.

## Carrera
Oscar Lasalle, apodado el "Cholo", fue un respetado presentador televisivos de numerosos programas durante las décadas de 1980 y 1990, como por ejemplo:
- 1970: Buenos Días, Buenos Aires, producido por Osvaldo Papaleo y con un equipo de Producción encabezado por Juan Carlutti y Emilio Blanco. Trataban temas inherentes al Gran Buenos Aires y se emitía los domingos por la mañana.
- 1970-1990: Conducción de noticieros de Canal 9:
- 1970-1975: Nuevediario y Nuevediario Extra, junto a Fernando de la Vega.
- 1976-1977: Mesa de Noticias, junto a Fernando de la Vega.
- 1982: Nuevemundo.
- 1984-1990: Nuevediario, las Dos Caras de la Verdad, bajo la dirección general de Horacio Larrosa, compartiendo pantalla junto a Silvia Fernández Barrio por varios años.[1] Se emitió por Canal 9[2]
- 1986-1988: Sábados de la bondad, junto a Leonardo Simons
- 1991: ATC Noticias, junto a Pedro Dizán y Cecilia Laratro
- 1992-1993: Muy Buenas... Buenas, Argentina, junto a Juan Carlos Mareco y Alejandra Muro Cash
- 1993: ATC 24 primera edición, junto a Alejandra Muro Cash
- 1996: Pueblo Noticias primera edición, junto a Carlos "Pato" Méndez y Tico Rodríguez Paz
- 1996-1997: ATC Noticias primera edición

En radio se desempeñó en Radio Belgrano y en Radio El Mundo. Trabajó como locutor en Canal 9 desde 1969 hasta 1991.
Trabajó junto a famosos como Noemí Serantes, José de Zer, Alejandro Romay, Juan Carlos Pérez Loizeau, José Corzo Gómez, Francisco Manrique y Enrique Moltoni. Uno de sus recordados latiguillos radiales era "¿Me da la Orient?", al pedir la hora al locutor de turno, auspiciado por esa marca.

## Premios
En reconocimiento a su labor, en noviembre del 2012, en el festejo de los 60 años de la televisión argentina, recibió el premio Alberto Olmedo en mano de los trabajadores de los medios de comunicación.

## Vida privada
Estuvo casado por muchos años con Lydia, con quien tuvo sus dos hijos, Soraya y Fabián Lasalle.

## Fallecimiento
Oscar Lasalle murió el miércoles 14 de marzo de 2012 tras una larga enfermedad. Tenía 78 años. Sus restos descansan en la Parroquia Santísimo Redentor de la Ciudad de Buenos Aires.